# Nicola Tacchinardi
Pour les articles homonymes, voir Tacchinardi.
Nicola (Niccolò Costantino Fedele) Tacchinardi (né à Livourne le 3 septembre 1772 et mort à Florence le 14 mars 1859) était un violoncelliste, ténor et pédagogue italien. 

## Biographie
Fils de Vittoria Vaccari et de Francesco Tacchinardi qui tenait une école d'escrime, le jeune Niccola suit sa scolarité chez les pères théatins de sa ville natale et se consacre à la musique à partir de sa onzième année. Il  commence sa carrière comme violoncelliste au Teatro della Pergola à Florence où il retournera plus tard pour y chanter. 
Il fait ses débuts comme ténor à Livourne au pour la saison de carnaval de 1803, dans l'opéra bouffe L’avaro de Ferdinando Orlandi et dans les farses Gli assassini o sia Quanti casi in un giorno de Vittorio Trento (Astolfo) et Teresa e Claudio de Giuseppe Farinelli (Claudio). Dès cette année, il se produit comme premier ténor au théâtre Costanti de Pisa, dans l'oratorio Il trionfo di Giuditta de Pietro Guglielmi, et au théâtre Cocomero de Florence, dans la Distruzione di Gerusalemme de Nicola Zingarelli.
Rapidement, il se produit à travers toute l'Italie faisant sa première apparition à La Scala de Milan en 1805. 
Il chante au Théâtre italien de Paris de 1811 à 1814 où il obtient un considérable succès dans les œuvres de Niccolo Zingarelli, Ferdinando Paer, Giovanni Paisiello, Antonio Salieri et Wolfgang Amadeus Mozart.
Il retourne ensuite en Italie où il est admiré dans les rôles de baryténors rossiniens, notamment dans Otello.
Tacchinardi fait ses adieux à la scène en 1831 et se consacre à l'enseignement du chant. Il a parmi ses élèves sa fille Fanny qui sera la créatrice de Lucia di Lammermoor, mais aussi Erminia Frezzolini. 